# Kim Cattrall
Kim Victoria Cattrall (Widnes, 21 agosto 1956) è un'attrice britannica con cittadinanza canadese naturalizzata statunitense.
È nota al grande pubblico soprattutto per il ruolo di Samantha Jones nella serie televisiva Sex and the City, grazie a cui si è aggiudicata un Golden Globe, due Screen Actors Guild Awards e cinque candidature agli Emmy.

## Biografia
Nata a Widnes, cittadina della contea inglese del Cheshire a circa 25 chilometri da Liverpool, da Dennis Cattrall (1925-2012), ingegnere e costruttore edile, e Gladys Shane Baugh (1929-2022), segretaria, quando Kim ha meno di un anno la sua famiglia si trasferisce a Courtenay, in Canada, per poi tornare, una decina di anni dopo, in Inghilterra, a causa di una malattia che colpisce la nonna. In questi anni prende lezioni alla London Academy of Music and Dramatic Art (LAMDA). A sedici anni l'attrice si trasferisce da sola a New York, città in cui ha inizio la sua carriera: frequenta la American Academy of Dramatic Arts, cominciando poi a lavorare per gli Universal Studios, partecipando a varie trasmissioni televisive in ruoli diversi, come quello della dottoressa Gabrielle White nel telefilm The Incredible Hulk (1979).
Il suo debutto al cinema è nel 1975 con il film Operazione Rosebud di Otto Preminger. Successivamente si afferma sul grande schermo, lavorando con Jack Lemmon nel film Serata d'onore (1980), candidato all'Oscar. Nel 1982 è Miss Honeywell in Porky's - Questi pazzi pazzi porcelloni!, e due anni dopo recita nel primo Scuola di polizia (1984), partecipando a molti film per la televisione gli anni successivi. Nel 1986 riveste il ruolo dell'avvocata Gracie Law nel film cult Grosso guaio a Chinatown. Nel 1987 è la coprotagonista di Mannequin e partecipa, nel 1991, alla serie Star Trek interpretando il Tenente Valeris nel film Rotta verso l'ignoto.
Oltre ai successi cinematografici, la Cattrall partecipa a importanti produzione teatrali fino al 1997, anno in cui è scelta per il ruolo di Samantha Jones nel nuovo telefilm di Darren Star, Sex and the City sulla HBO. Questo ruolo le dà riconoscibilità nazionale e la sua interpretazione della quarantenne mangiauomini è apprezzata da fan e critica. Sex and the City termina nel 2004 e la Cattrall partecipa ad altri progetti per il grande schermo, come il film Disney Ice Princess, in cui è l'allenatrice della protagonista, interpretata da Michelle Trachtenberg.
Nel 2006 circolarono voci che l'attrice si sarebbe unita al cast del successo ABC Desperate Housewives, nel ruolo della scatenata sorella di Edie Britt (Nicollette Sheridan). Nel 2007 è nel cast del film My Boy Jack al fianco di David Haig, Daniel Radcliffe e Carey Mulligan, storia della ricerca del figlio da parte dell'autore Rudyard Kipling. Nel 2007 ricopre nuovamente il ruolo di Samantha Jones nel film ispirato a Sex and the City, Sex and the City: il film, ruolo che riprende nel sequel del 2010 Sex and the City 2. Sempre nel 2010 recita nel film L'uomo nell'ombra di Roman Polański.
Dopo il secondo film di Sex and the City, la Cattrall aveva già espresso il suo disappunto su un eventuale sequel e rifiutato le proposte per ritornare nel ruolo di Samantha anche a causa di una disputa con Sarah Jessica Parker. Anche nel 2020, quando è stata la produzione di un reboot di Sex and the City, Kim ha rinnovato la sua decisione di non partecipare, rifiutando la proposta di HBO. Dopo l'addio alla serie che le ha dato la fama, Kim Cattrall ha continuato a lavorare ottenendo elogi dalla critica, come nella serie Sensitive Skin e Filthy Rich - Ricchi e colpevoli. Nel 2021 entra a far parte del cast di How I Met Your Father, interpretando la parte di Sophie, andando in onda l'anno seguente. 

## Vita privata
Il 31 maggio 1977 si è sposata con Larry Davis, per poi divorziare nel 1979. In seguito, nel 1982, ha sposato Andre J. Lyson, ma la coppia ha divorziato nel 1989. Il 4 settembre 1998 si è infine sposata con Mark Levinson, per poi divorziare nel 2004.
Nel 1988 sarebbe dovuta essere una dei passeggeri del volo Pan Am 103, esploso nell'attentato sopra i cieli di Lockerbie, dato che aveva prenotato il volo ma non si era imbarcata per acquistare regali natalizi a Londra, scampando dunque alla tragedia. Nel 2009 partecipa al documentario BBC One, Who Do You Think You Are?, scoprendo che suo nonno George Baugh non era emigrato in Australia ma era scappato dalla sua famiglia per sposare in gran segreto Isabella Oliver.

## Premi e riconoscimenti
Nell'arco della sua carriera ha collezionato cinque candidature agli Emmy Award e quattro candidature ai Golden Globe. Nel 2003 ha vinto il Golden Globe come migliore attrice non protagonista in una serie per il suo ruolo di Samantha Jones in Sex and the City.

## Filmografia

### Cinema
- Operazione Rosebud (Rosebud), regia di Otto Preminger (1975)
- Lotta per la sopravvivenza (Deadly Harvest), regia di Timothy Bond (1977)
- Tribute - Serata d'onore (Tribute), regia di Bob Clark (1980)
- Ticket to Heaven, regia di Ralph L. Thomas (1981)
- Porky's - Questi pazzi pazzi porcelloni! (Porky's), regia di Bob Clark (1981)
- Scuola di polizia (Police Academy), regia di Hugh Wilson (1984)
- I cavalieri del futuro (City Limits), regia di Aaron Lipstadt (1984)
- Turk 182, regia di Bob Clark (1985)
- Hold-Up, regia di Alexandre Arcady (1985)
- Grosso guaio a Chinatown (Big Trouble in Little China), regia di John Carpenter (1986)
- Mannequin, regia di Michael Gottlieb (1987)
- Acque torbide (Midnight Crossing), regia di Roger Holzberg (1988)
- Palais Royale, regia di Martin Lavut (1988)
- Masquerade, regia di Bob Swaim (1988)
- Il ritorno dei tre moschettieri (The Return of the Musketeers), regia di Richard Lester (1989)
- La famiglia Buonanotte (Brown Bread Sandwiches), regia di Carlo Liconti (1989)
- Nella buona e nella cattiva sorte (Honeymoon Academy), regia di Gene Quintano (1990)
- Il falò delle vanità (The Bonfire of Vanities), regia di Brian De Palma (1990)
- Rotta verso l'ignoto (Star Trek VI: The Undiscovered Country), regia di Nicholas Meyer (1991)
- Detective Stone (Split Second), regia di Tony Maylam e Ian Sharp (1992)
- Doppio sospetto (Breaking Point), regia di Paul Ziller (1994)
- Live Nude Girls, regia di Julianna Lavin (1995)
- Specchio della memoria (Unforgettable), regia di John Dahl (1996)
- Where Truth Lies, regia di William H. Molina (1996)
- Uno sporco ricatto (Exception to the Rule), regia di David Winning (1997)
- Un genio in pannolino (Baby Geniuses), regia di Bob Clark (1999)
- 15 minuti - Follia omicida a New York (15 Minutes), regia di John Herzfeld (2001)
- Crossroads - Le strade della vita (Crossroads), regia di Tamra Davis (2002)
- Patto con il diavolo (Shortcut to Happiness), regia di Alec Baldwin (2003)
- Ice Princess - Un sogno sul ghiaccio (Ice Princess), regia di Tim Fywell (2005)
- The Tiger's Tail, regia di John Boorman (2006)
- Sex and the City, regia di Michael Patrick King (2008)
- L'uomo nell'ombra (The Ghost Writer), regia di Roman Polański (2010)
- Monica Velour - Il grande sogno (Meet Monica Velour), regia di Keith Bearden (2010)
- Sex and the City 2, regia di Michael Patrick King (2010)
- Horrible Histories: The Movie - Rotten Romans, regia di Dominic Brigstocke (2019)
- Papà scatenato (About My Father), regia di Laura Terruso (2023)

### Televisione
- Our Man Flint: Dead on Target , regia di Joseph L. Scanlan – film TV (1976)
- Good Against Evil, regia di Paul Wendkos – film TV (1977)
- Quincy (Quincy, M.E.) – serie TV, episodio 2x13 (1977)
- La fuga di Logan (Logan's Run) – serie TV, episodio 1x06 (1977)
- Switch – serie TV, episodio 3x06 (1977)
- What Really Happened to the Class of '65? – serie TV, episodio 1x04 (1977)
- Nel tunnel dei misteri con Nancy Drew e gli Hardy Boys (The Hardy Boys/Nancy Drew Mysteries) – serie TV, episodi 2x17-2x18 (1978)
- Colombo (Columbo) – serie TV, episodio 7x04 (1978)
- Il bastardo (The Bastard), regia di Lee H. Katzin – miniserie TV (1978)
- Starsky & Hutch – serie TV, episodio 4x02 (1978)
- The Paper Chase – serie TV, episodio 1x07 (1978)
- In casa Lawrence (Family) – serie TV, episodio 4x05 (1978)
- L'incredibile Hulk (The Incredible Hulk) – serie TV, episodio 2x20 (1979)
- Alla conquista del West (How the West Was Won) – serie TV, episodio 3x11 (1979)
- Vega$ – serie TV, episodio 1x22 (1979)
- The Night Rider, regia di Hy Averback – film TV (1979)
- I ribelli (The Rebels), regia di Russ Mayberry – miniserie TV (1979)
- Crossbar, regia di John Trent – film TV (1979)
- Charlie's Angels – serie TV, episodio 4x05 (1979)
- Una ragazza americana (Scruples), regia di Alan J. Levi – miniserie TV (1980)
- The Gossip Columnist, regia di James Sheldon – film TV (1980)
- Hagen – serie TV, episodio 1x06 (1980)
- Tucker's Witch – serie TV, episodio 1x01 (1982)
- Trapper John (Trapper John, M.D.) – serie TV, episodi 1x10-4x06 (1982)
- I predatori dell'idolo d'oro (Tales of the Gold Monkey) – serie TV, episodio 1x19 (1983)
- Sins Of The Past, regia di Peter H. Hunt – film TV (1984)
- Un angelo pellerossa (Miracle in the Wilderness), regia di Kevin James Dobson – film TV (1992)
- Doppia visione (Double Vision), regia di Robert Knights – film TV (1992)
- Wild Palms, regia di Keith Gordon, Phil Joanou e Kathryn Bigelow – miniserie TV (1993)
- Running Delilah, regia di Richard Franklin – film TV (1993)
- Angel Falls – serie TV (1993)
- Dream On – serie TV, episodio 5x06 (1994)
- Screen One – serie TV, episodio 5x06 (1994)
- OP Center – serie TV (1995)
- Felicità: singolare femminile, regia di Paul Bogart – film TV (1995)
- The Heidi Chronicles, regia di Paul Bogart – film TV (1995)
- Al di sopra di ogni sospetto (Above Suspicion), regia di Steven Schachter – film TV (1995)
- Il sogno di ogni donna (Every Woman's Dream), regia di Steven Schachter – film TV (1996)
- Oltre i limiti (The Outer Limits) – serie TV, episodio 3x03 (1997)
- Invasione letale (Invasion), regia di Armand Mastroianni – film TV (1997)
- Modern Vampires, regia di Richard Elfman – film TV (1998)
- Creatura (Creature), regia di Stuart Gillard – miniserie TV (1998)
- Sex and the City – serie TV, 94 episodi (1998-2004)
- Preparati a morire (36 Hours To Die), regia di Yves Simoneau – film TV (1999)
- Sex and the Matrix – cortometraggio TV, (2004)
- Him and Us, regia di Charles Shyer – film TV (2006)
- My Boy Jack, regia di Brian Kirk – film TV (2007)
- Any Human Heart, regia di Michael Samuels – miniserie TV (2010)
- Comic Relief: Uptown Downstairs Abbey – film TV (2011)
- Producing Parker – serie TV, 16 episodi (2011)
- Sensitive Skin – serie TV, 6 episodi (2014)
- Ruby Robinson – film TV (2015)
- Testimone d'accusa (The Witness for the Prosecution) – miniserie TV (2016)
- Modus – serie TV, 8 episodi (2017)
- Tell Me a Story – serie TV, 9 episodi (2018-2019)
- Filthy Rich - Ricchi e colpevoli (Filthy Rich) – serie TV, (2019)
- How I Met Your Father – serie TV, 23 episodi (2022-2023)
- Queer as Folk – serie TV, 7 episodi (2022)
- Glamorous – serie TV, 10 episodi (2023-presente)
- And Just Like That... – serie TV, episodio 2x11 (2023)

## Teatro
- The Rocky Horror Show, libretto e colonna sonora di Richard O'Brien. Ryerson Theatre di Toronto (1976)
- Uno sguardo dal ponte di Arthur Miller. Lee Strasberg Theatre di New York (1982)
- Tre sorelle di Anton Čechov. Los Angeles Theatre Center di Los Angeles (1986)
- Platonov di Anton Čechov, adattamento di Michael Frayn. August Wilson Theatre di Broadway (1986)
- Il misantropo di Molière. La Jolla Playhouse di La Jolla, Goodman Theatre di Chicago (1989)
- La signorina Julie di August Strindberg. McCarter Theatre di Princeton (1993)
- Di chi è la mia vita? di Brian Clark. Harold Pinter Theatre di Londra (2005)
- Il crittogramma di David Mamet. Donmar Warehouse di Londra (2006)
- Vite in privato di Noël Coward. Vaudeville Theatre di Londra (2010), Music Box Theatre di Broadway (2011)
- Antonio e Cleopatra di William Shakespeare. Liverpool Playhouse di Liverpool (2010), CTF di Chichester (2012)
- La dolce ala della giovinezza di Tennessee Williams. Old Vic di Londra (2013)

## Doppiatrici italiane
Nelle versioni in italiano delle opere in cui ha recitato, Kim Cattrall è stata doppiata da:
- Antonella Alessandro in Sex and the City (serie TV), Sex and the City (film), Sex and the City 2, Testimone d'accusa, Queer as Folk, Glamorous, And Just Like That...
- Giò Giò Rapattoni in Filthy Rich - Ricchi e colpevoli, How I Met Your Father, Papà scatenato
- Monica Gravina in Grosso guaio a Chinatown, Creatura
- Emanuela Rossi in Mannequin, Il ritorno dei tre moschettieri
- Cinzia De Carolis in Nella buona e nella cattiva sorte, Una ragazza americana
- Serena Verdirosi in Doppio sospetto, Starsky & Hutch
- Franca D'Amato in Ice Princess - Un sogno sul ghiaccio, L'uomo nell'ombra
- Isabella Pasanisi in Alla conquista del West, Charlie's Angels
- Livia Giampalmo in Porky's - Questi pazzi pazzi porcelloni!
- Maria Teresa Martino in Scuola di polizia
- Anna Rita Pasanisi ne Il falò delle vanità
- Giuppy Izzo in Rotta verso l'ignoto
- Cristina Boraschi in Detective Stone
- Patrizia Salmoiraghi in OP Center
- Laura Boccanera in Al di sopra di ogni sospetto
- Roberta Paladini in Specchio della memoria
- Eleonora De Angelis in Un genio in pannolino
- Anna Cugini in Patto con il diavolo
- Vanna Busoni in L'incredibile Hulk
- Anna Radici in Running Delilah
- Pinella Dragani ne Il sogno di ogni donna
- Roberta Greganti in Invasione letale
- Claudia Razzi in Tell Me a Story